# Минх, Александр Николаевич
Александр Николаевич Минх (1833—1912) — российский историк, краевед, этнограф, археолог, член Императорского Русского географического общества.
Брат Григория Николаевича Минха.

## Биография
Родился 4 (16) апреля 1833 года в селе Елизаветино Липецкого уезда Тамбовской губернии в семье потомственного дворянина из обрусевшего немецкого рода.
В десятилетнем возрасте вместе с семьёй он переехал в село Колено Аткарского уезда Саратовской губернии — в новое имение, купленное его отцом — майором Николам Андреевичем Минхом.
В середине 1840-х годов после домашнего образования был отправлен в Москву — в пансион бывшего капитана наполеоновской армии Адольфа Стори.
В 1854 году поступил юнкером в Московский драгунский полк, с которым участвовал в Крымской войне 1854—1856 годов, где за участие в сражениях 7 декабря 1855 года был произведён в офицеры. После войны окончил офицерскую школу в Царском Селе. В 1861 году вышел в отставку и был назначен мировым посредником по Аткарскому уезду Саратовской губернии. Позднее был избран мировым судьёй по Аткарскому, а с 1875 года — по Саратовскому уезду, где прослужил до 1896 года. В мае 1896 года по состоянию здоровья вышел в отставку.
Весной 1868 года ездил на лечение в Пятигорск. Результатом путешествия стали три тома рукописного труда «Поездка в Пятигорск», где более 100 рисунков автора, в том числе план Пятигорска с изъяснением.
Живя в Аткарском и Саратовском уездах, собирал материалы по этнографии народов, населявших губернию, фольклор, сведения по археологии и топонимике Саратовского Поволжья. Результаты его исследований вышли отдельными изданиями в виде заметок и статей, а за книгу «Народные обычаи, суеверия, предрассудки и обряды крестьян Саратовской губернии» он получил в 1888 году серебряную медаль Русского географического общества.
После революции 1905 года усадьба Минх в селе Колено была разграблена и уничтожена. А. Минх перебрался на постоянное жительство в г. Аткарск. В 1906 году после неудачно проведенной операции он лишился зрения и подвижности ног.
Умер Александр Николаевич Минх 21 июля (3 августа) 1912 года. Похоронен при церкви в селе Колено, вместе с родителями.

## Историко-географический словарь Саратовской губернии. Южные уезды: Камышинский и Царицынский
Издан в 1898—1902 годах в Саратове. Одна из основных работ Александра Николаевича.
- Историко-географический словарь Саратовской губернии. Т. I. Вып. I. Лит. А.—Г. Южные уезды: Камышинский и Царицынский. — Саратов: Типография губернского земства, 1895. Архивировано 7 апреля 2019 года.
- Историко-географический словарь Саратовской губернии. Т. I. Вып. II. Лит. Д. Южные уезды: Камышинский и Царицынский. — Саратов: Типография губернского земства, 1898. Архивировано 7 апреля 2019 года.
- Историко-географический словарь Саратовской губернии. Т. I. Вып. II. Лит. Е.—К. Южные уезды: Камышинский и Царицынский. — Саратов: Типография губернского земства, 1898. Архивировано 7 апреля 2019 года.
- Историко-географический словарь Саратовской губернии. Т. I. Вып. II. Лит. Л.—Ф. Южные уезды: Камышинский и Царицынский. — Саратов: Типография губернского земства, 1901. Архивировано 7 апреля 2019 года.
- Историко-географический словарь Саратовской губернии. Т. I. Вып. II. Лит. Лит. Х.—Ѳ. Южные уезды: Камышинский и Царицынский. — Саратов: Типография губернского земства, 1902. Архивировано 7 апреля 2019 года.

В алфавитном порядке даны словарные статьи о населенных пунктах; реках, дорогах, местных дворянских родах уездов Камышинского и Царицынского Саратовской губернии, находящихся на территории современной Волгоградской области. Книга была переиздана в 2011 году в Волгограде.